# Колокольно-литейный завод Финляндского
Колокольно-литейный завод П.Н. Финляндского был основан в Москве в XVIII столетии на базе мастерской семейства Моториных. Точный год его основания, а также имя основателя неизвестны.

## История
В 1774 г. от купца Слизова завод был приобретен  Михаилом Гавриловичем Богдановым, и с тех пор оставался в этом роду. В первые годы своего существования завод отливал от 2-3 тысяч пудов, но, постепенно развиваясь, дошёл до того, что в состоянии был в 1817 г. исполнить заказ первостепенной важности, а именно отлил колокол в 4000 пудов, для колокольни Ивана Великого.
В 1860 г. вдова умершего Павла Михайловича Богданова, Ольга Ивановна, за неимением сыновей передала завод мужу дочери своей, Александры Павловны, Николаю Дмитриевичу Финляндскому, под управлением которого завод находился более 30 лет. Собственно имя Финляндских связано с заводом с этого времени.
В октябре 1892 года перешёл к Павлу Николаевичу Финляндскому.	Расширение железнодорожной сети России и введение в 1899 г. льготного тарифа на перевозку колоколов, благодаря которому явилась возможность отправлять колокола в самые отдаленные места России, немало способствовали развитию колокольного дела, и уже в начале XX века завод отливал до 30 тысяч пудов.

## Награды
- Государственный герб. Трижды: 1873 г., 1882 г. за Всероссийскую промышленно-художественную выставку в Москве, 1896 г. за Всероссийскую промышленно-художественную выставку в Нижнем Новгороде.
- Крест Св. Станислава. 1882 г. за Всероссийскую промышленно-художественную выставку в Москве. 1883 г. за колокола, отлитые для храма Христа Спасителя.
- Большая серебряная медаль за Московскую мануфактурную выставку 1865 г.
- Большая бронзовая медаль за Всемирную выставку в Париже 1867 г.
- Большая золотая медаль на Аннинской ленте за Петербургскую Мануфактурную выставку 1870 г.
- Большая золотая медаль на Владимирской ленте за отлитие колоколов в Прибалтийский край в 1874 г.
- Большая золотая медаль за Всероссийскую промышленно-художественную выставку в 1882 г.
- Большая золотая медаль на Анненской ленте основателю завода за отлитие колокола к Успенскому собору в Москве в 1817 г.
- Большая и малая золотые медали в память освящения храма Христа Спасителя в Москве в 1883 г.

## Колокола завода
Завод отливал колокола, по своей величине и отделке соперничавшие с изделиями Оловянишниковых:
- к Московскому Успенскому собору 4000 пуд.
- к Киево-Печерской лавре 1636 пуд.
- ко храму Христа Спасителя в Москве, звон в 4000 пуд.
- храма Воскресения Христова в С.-Петербурге, звон в 1600 пуд.
- собора Александра Невского в Риге, звон в 1500 пудов, пожалован императором Александром II.
- храма у подножия Балкан, близ Шипки, звон в 1200 пуд.
- Св. кн. Владимира в Киеве, звон в 1100 пуд.
- к Смольному монастырю в С.-Петербурге, звон в 1000 пуд.
- кафедрального собора Александра-Невского в Варшаве, звон в 2500 пуд.
- Колокола весом в 1200, 1000, 900, 800, 600 и 500 пудов завод отливал для следующих монастырей, городов и сел:

### За границу
- на Афон, в Белую Криницу, в Браилу, в Брусу, в Галац, в Иерусалим, в Канн, в Кефалонию, в Константинополь, в Майнос, в Париж, в Пекин, в Плевну, в Рении, в Рущук, в Сан-Франциско, в Сеул, в Сучаву, в Токио и в Яссы.

### Монастыри
Для монастырей: Бирлюковской пустыни, Боголюбского, Богословского, Вышенской пустыни, Коренной Оптиной пустыни, Николо-Угрешского, Николо-Пешношского и Соловецкого.

### Города
- Для городов: Баку, Балашева, Богородска, Варшавы, Вереи, Гжатска, Глухова, Гродно, Житомира, Иваново-Вознесенска, Калуги, Каменец-Подольска, Карачева, Кашина, Кирсанова, Киева, Ковно, Коврова, Козлова, Коломны, Корочи, Кронштадта, Лебедяни, Липецка, Нижнего Новгорода, Новочеркасска, Одессы, Оренбурга, Осташкова, Санкт-Петербурга, Пошехонья, Риги, Ростова-на-Дону, Ряжска, Самары, Сапожка, Симферополя, Спасска-Рязанского, Сум, Тамбова, Тифлиса, Усмани, Харькова, Царского Села (Феодоровский Государев собор) и Шуи.

### Сёла
- Для сел: Алешина, Богословского, Богословского-Могильцы, Богослова, Большого Пичаева, Больших Сегодичей, Быкова, Белоомута, Варежей, Велико-Михайловки, Воскресенского, Гуслиц, Глинки, Гор, Донецкина, Погоста Дорки, Жирятина, Комарова, Кимры, Крутца, Крюкова, Латошина, Лежнева, Ловец, Люберец, Мячково, Николо-Железновки, Николо-Тешиловского погоста, Ново-Георгиевского, Ново-Рождествена, Озёр, Оковец, Орехова, Острогина, Павлова, Петра и Павла, Петровского, Порецкого, Раменского, Спаса-Заулок, Ставрова, Талдома, Тум, Успенского, Хотевичей и Царицына.

### Москва
- В монастыри: Алексеевский, Андроньевский, Вознесенский Девичий, Даниловский, Донской, Ивановский и Никитский.
- В церкви: Богоявления в Елохове, Введения в Барашах, Воскресения в Гончарах, Ермолая, Знамения у Петровских ворот, Илии Обыденного, Иоакима и Анны, Николы в Кузнецкой, Нового Пимена, Панкратия, Петра и Павла, Покрова в Кудрине, Спаса на Песках, Спаса во Спасской, Трех Святителей, Троицы в Лужниках, Флора и Лавра и Харитония в Огородниках.

### Архивные
- РГИА, ф. 489, оп. 1, д. 6, лл. 451 и об., 452.